# Ordine degli agostiniani recolletti

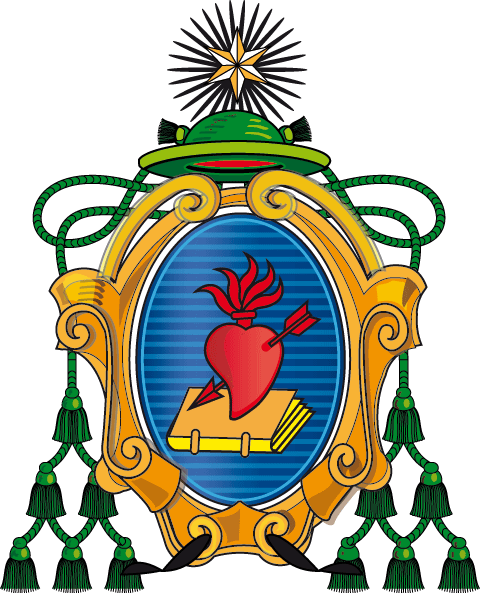
Lo stemma dell'ordine

L'Ordine degli agostiniani recolletti (in latino Ordo Augustinianorum Recollectorum) è un istituto religioso maschile di diritto pontificio: i frati di questo ordine mendicante pospongono al loro nome la sigla O.A.R.
Sorto nel 1588 come movimento di riforma in seno alla provincia castigliana degli eremitani di Sant'Agostino, ottenne una sempre maggiore libertà fino a diventare una congregazione autonoma all'interno dell'ordine agostiniano (5 giugno 1621) e, più tardi, un ordine indipendente (16 settembre 1912).

## Storia

### La recollezione agostiniana in Spagna

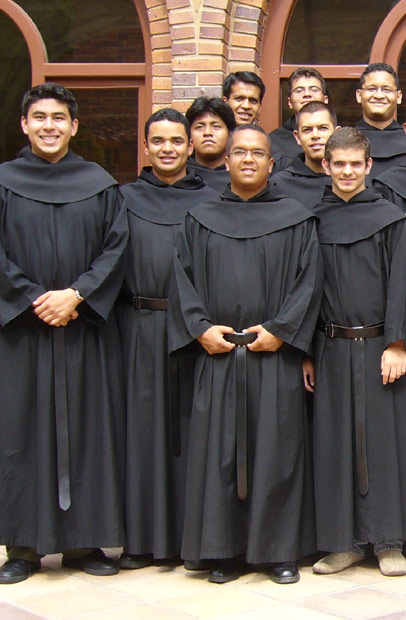
Frati agostiniani recolletti

Il 5 dicembre 1588 il capitolo provinciale degli eremitani di Castiglia riunito a Toledo, per venire incontro alle esigenze di maggiore osservanza e perfezione espresse da numerosi frati, decretò la fondazione di alcune case di recollezione.
Il primo convento recolletto fu quello di Talavera de la Reina (istituito il 19 ottobre 1589), seguito da quelli di Portillo, La Nava e Madrid: con decreto firmato dai cardinali Cesare Baronio e Roberto Bellarmino in nome di papa Clemente VIII ai recolletti venne permesso di eleggersi un superiore che li rappresentasse in seno al definitorio della provincia di Castiglia e, soprattutto, la facoltà di fondare nuove case di recollezione in tutta la Spagna e nei suoi possedimenti.
I conventi recolletti passarono rapidamente da quattro a otto e Clemente VIII li riunì in una provincia autonoma (eretta l'11 febbraio 1602) posta alle dirette dipendenze del priore generale dell'ordine.
Gli agostiniani recolletti si diffusero rapidamente in altre regioni della Spagna e, nel loro capitolo del 1605, decisero di dedicarsi alle missioni nelle Filippine e nel 1606 penetrarono in Luzon, Bataan, Pampanga e Zambales.
Essendo cresciuti di numero ed essendosi notevolmente ampliato il loro ambito territoriale d'azione (i loro conventi erano ormai 28 ed erano diffusi in varie regioni della Spagna e delle Filippine), con breve Militantis Ecclesiae del 6 giugno 1621 papa Gregorio XV eresse gli agostiniani recolletti in congregazione e concesse loro il diritto di eleggersi un vicario generale e celebrare capitoli, i cui decreti dovevano essere confermati dal priore generale dell'ordine agostiniano. Con lo stesso breve il pontefice divise la congregazione in quattro province: castigliana, betica, aragonese e filippina.

### La recollezione agostiniana in Colombia
Contemporaneamente alla recollezione spagnola ma in maniera autonoma, un simile movimento di riforma era sorto all'interno della provincia agostiniana di Nostra Signora della Grazia, nel Nuovo Regno di Granada (Colombia): la recollezione americana fu fondata il 12 agosto 1604 dal mistico Matteo Delgado, all'epoca quasi ottantenne, nel convento della Candelaria.
Dopo l'elevazione dei recolletti spagnoli a congregazione autonoma all'interno dell'ordine, quelli di Colombia conformarono i loro statuti a quelli dei confratelli del vecchio continente e il 16 luglio 1629 papa Urbano VIII ne decretò l'annessione alla recollezione spagnola.
Alessandro VII (1661) e Clemente IX (1668) fecero dei recolletti di Colombia la quinta provincia della congregazione.

### Decadenza e rinascita
Il Settecento fu per l'ordine un secolo di decadenza: nel 1770 Carlo III, con il pretesto di una riforma sollecitata dai religiosi stessi, proibì ai recolletti di Spagna di ricevere nuovi novizi per i conventi con oltre quattordici frati e soppresse quelli con un numero minore di religiosi; proibì, inoltre, di dare l'abito religioso ai minori di diciotto anni. Tutti questi provvedimenti portarono a una grande diminuzione del numero dei conventi e dei frati recolletti proprio in Spagna, il paese dove erano più numerosi.
L'invasione napoleonica della Spagna e la guerra d'indipendenza in Colombia causarono agli agostiniani recolletti altre difficoltà, culminate con la soppressione degli ordini religiosi in Spagna (1835) e in Colombia (1861); sopravvissero solo i conventi nelle Filippine, ma nel 1897, a causa della rivoluzione, molti recolletti lasciarono l'arcipelago.
I recolletti filippini in esilio, però, fondarono comunità in numerose zone dell'America meridionale; agli inizi del Novecento, riaprirono un noviziato in Spagna e delle missioni in Cina.
Gli sconvolgimenti dell'Ottocento attenuarono i residui vincoli tra recolletti e agostiniani e, con breve Religiosas familias del 16 settembre 1912, papa Pio X concesse loro la piena indipendenza.

## Attività

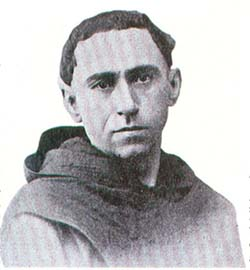
Ezequiel Moreno, frate agostiniano recolletto canonizzato nel 1992

Pur conservando l'indirizzo contemplativo delle origini, gli agostiniani recolletti assunsero presto un orientamento missionario e apostolico e i frati non escludono nessuna forma di apostolato.

### L'attività missionaria
Dai conventi recolletti della provincia delle Filippine partirono missionari per numerose spedizioni in varie regioni d'Oriente.
A partire dal 1623 i recolletti svolsero il loro apostolato in Giappone, dove Francesco di Gesù riuscì a battezzare oltre 7.000 individui: le persecuzioni contro i cristiani del 1632 (durante le quali vennero arsi vivi quattro recolletti) misero fine alla loro attività.
Rodrigo di San Michele nel 1622 iniziò un viaggio attraverso numerosi paesi del Medio Oriente e convertì al cattolicesimo numerosi caldei della regione di Bassora.
Ai recolletti vennero affidate anche le missioni cattoliche nelle Marianne abbandonate dai gesuiti, espulsi nel 1767: i religiosi vi rimasero fino al 1909, quando l'arcipelago passò alla Germania.
I recolletti di Colombia ebbero un ruolo notevole nell'evangelizzazione degli indigeni della regione del golfo di Urabá e, in seguito, del Darién, del Chocó e dell'isola di Santa Catalina. Dopo l'espulsione dei gesuiti i recolletti intensificarono il loro apostolato tra le popolazioni dei piani di Casanare, dove erano attivi già dal 1665 circa.
Nel corso del XX secolo le giurisdizioni ecclesiastiche affidate dalla Congregazione de propaganda fide ai missionari agostiniani recolletti furono otto: la diocesi di Shangqiu (in Cina, abbandonata nel 1952), le prelature di Lábrea e di Marajó (in Brasile), di Bocas del Toro (a Panama), di Chota (in Perù), di Madera (in Messico), i vicariati apostolici di Casanare (in Colombia) e di Palawan (nelle Filippine).

### Attività intellettuali
L'apostolato dell'insegnamento è contemplato nelle costituzioni dell'ordine sin dal 1927: nel 1941 gli agostiniani recolletti fondarono un'università a Bacolod e poi altri numerosi centri di educazione.
Per lo studio e la diffusione del pensiero di sant'Agostino i recolletti gestiscono a Madrid un istituto di agostinologia che, dal 1956, pubblica la rivista Augustinus.

## Diffusione
Le comunità di agostiniani recolletti sono presenti in Spagna, Brasile, Colombia, Messico, Stati Uniti d'America, Filippine, Venezuela, Perù, Panama, Argentina, Costa Rica, Regno Unito, Repubblica Dominicana, Guatemala, Italia, Taiwan, Cile, Cina, Sierra Leone; la sede generalizia è in viale dell'Astronomia a Roma.
Alla fine del 2008 l'ordine contava 198 conventi e 1.227 frati, 900 dei quali sacerdoti.